# Eyjólfur Sverrisson
Eyjólfur Gjafar Sverrisson (ur. 3 sierpnia 1968 w Sauðárkrókur) – piłkarz islandzki grający na pozycji środkowego obrońcy, ale występował także na pozycji pomocnika i napastnika.

## Kariera klubowa
Karierę piłkarską Sverrisson rozpoczął w rodzinnym mieście Sauðárkrókur, w tamtejszym klubie Tindastóll Sauðárkrókur. W 1986 zadebiutował w jego barwach w drugiej lidze islandzkiej. Tam był podstawowym zawodnikiem i jako napastnik występował do końca 1989.
Zimą 1989 roku Sverrisson odszedł do niemieckiego VfB Stuttgart, prowadzonego wówczas przez holenderskiego szkoleniowca Arie Haana. W Bundeslidze zadebiutował 21 kwietnia 1990 w wygranym 3:1 domowym meczu z Werderem Brema. W 32. kolejce, w spotkaniu z 1. FC Nürnberg, wygranym przez VfB 4:1, zdobył pierwszą bramkę w niemieckiej lidze. W sezonie 1990/1991 wystąpił w większej liczbie meczów niż w debiutanckim sezonie, a już w następnym był podstawowym zawodnikiem. Wywalczył wówczas ze Stuttgartem mistrzostwo Niemiec, a linii ataku partnerował Fritzowi Walterowi. Od lata 1992 występował w linii pomocy, a w VfB Stuttgart grał do końca sezonu 1993/1994. Łącznie w barwach tego klubu rozegrał 110 spotkań i zdobył 21 goli.
W sezaonie 1994/1995 Islandczyk przeszedł do tureckiego Beşiktaşu JK ze Stambułu. Tam grał w pierwszym składzie i stworzył linię pomocy z Mehmetem Özdilekiem, Sergenem Yalçınem i Metinem Tekinem. Zdobył 9 bramek w tureckiej lidze i z Beşiktaşem wywalczył jej mistrzostwo.
Latem 1995 roku Sverrisson powrócił do ligi niemieckiej i został piłkarzem drugoligowej Herthy BSC. 25 października wystąpił w niej po raz pierwszy, a berlińczycy zremisowali wówczas 1:1 z Chemnitzer FC. W 1997 awansował wraz z Herthą do pierwszej ligi i został przez trenera Karstena Heine przesunięty do linii obrony. W 2000 wystąpił z Herthą w finale Pucharze Ligi Niemieckiej (1:2 z Borussią Dortmund i gol w 62. minucie). W 2001 wygrał z Herthą ten puchar, a w 2002 powtórzył to osiągnięcie. Po sezonie 2002/2003 zakończył piłkarską karierę, a w barwach Herthy wystąpił 197 razy i strzelił 12 goli.
| Sezon   | Klub                    | Kraj     | Rozgrywki             | Mecze | Bramki |
| ------- | ----------------------- | -------- | --------------------- | ----- | ------ |
| 1986    | Tindastóll Sauðárkrókur | Islandia | II liga               | 14    | 15     |
| 1987    | Tindastóll Sauðárkrókur | Islandia | II liga               | ?     | ?      |
| 1988    | Tindastóll Sauðárkrókur | Islandia | II liga               | 18    | 10     |
| 1989    | Tindastóll Sauðárkrókur | Islandia | II liga               | 18    | 14     |
| 1989/90 | VfB Stuttgart           | RFN      | Bundesliga            | 3     | 1      |
| 1990/91 | VfB Stuttgart           | RFN      | Bundesliga            | 20    | 5      |
| 1991/92 | VfB Stuttgart           | Niemcy   | Bundesliga            | 31    | 3      |
| 1992/93 | VfB Stuttgart           | Niemcy   | Bundesliga            | 32    | 7      |
| 1993/94 | VfB Stuttgart           | Niemcy   | Bundesliga            | 24    | 5      |
| 1994/95 | Beşiktaş JK             | Turcja   | I liga                | 33    | 9      |
| 1995/96 | Hertha BSC              | Niemcy   | 2. Fußball-Bundesliga | 26    | 1      |
| 1996/97 | Hertha BSC              | Niemcy   | 2. Fußball-Bundesliga | 30    | 3      |
| 1997/98 | Hertha BSC              | Niemcy   | Bundesliga            | 28    | 3      |
| 1998/99 | Hertha BSC              | Niemcy   | Bundesliga            | 27    | 2      |
| 1999/00 | Hertha BSC              | Niemcy   | Bundesliga            | 28    | 1      |
| 2000/01 | Hertha BSC              | Niemcy   | Bundesliga            | 30    | 3      |
| 2001/02 | Hertha BSC              | Niemcy   | Bundesliga            | 21    | 0      |
| 2002/03 | Hertha BSC              | Niemcy   | Bundesliga            | 6     | 0      |

## Kariera reprezentacyjna
W reprezentacji Islandii Sverrisson zadebiutował 26 maja 1991 w przegranym 0:1 spotkaniu eliminacji do Euro 92 z Albanią. W swojej karierze występował także w kwalifikacjach do Mundialu w USA, Euro 96, Mundialu we Francji, Euro 2000 i Mundialu w 2002 roku. Do 2001 w kadrze Islandii rozegrał 66 spotkań i strzelił 10 goli.

## Kariera trenerska
W październiku 2005 został selekcjonerem reprezentacji Islandii. Pierwsze spotkanie pod jego wodzą Islandczycy przegrali 0:2 z Trynidadem i Tobago. W kolejnych również nie spisywali się dobrze i na 14 meczów pod wodzą Sverrissona wygrali zaledwie dwa: dwukrotnie z Irlandią Północną (2:1 i 3:0). 27 października 2007 Sverrisson został zwolniony, a jego miejsce zajął Ólafur Jóhannesson.